# Nekrolog 3. Quartal 1976
Nekrolog
◄◄
| ◄
| 1972
| 1973
| 1974
| 1975
| 1976 | 1977 | 1978 | 1979 | 1980 | ► | ►►
1. Quartal |
2. Quartal |
3. Quartal |
4. Quartal 1976
Weitere Ereignisse | Allgemeiner Nekrolog 1976
Die Beschreibung der verstorbenen Person sollte so kurz wie möglich gehalten sein und nur deren signifikante Tätigkeit(en) enthalten.
Neue Namen ggf. auch unter dem Geburts- und Sterbedatum, also etwa unter 1. Januar und im Geburts- und Sterbejahr (2024) eintragen (nur bei entsprechender großer Wichtigkeit). Für Beispiele siehe die schon vorhandenen Artikel.
Außerdem über die fünf zuletzt Verstorbenen, zu denen es einen ausreichend guten Artikel für eine Präsentation auf der Hauptseite gibt, nach der todesbedingten Überarbeitung der Artikel ggf. auch unter Wikipedia Diskussion:Hauptseite informieren und sie am besten auch in den anderen Wikipedia-Sprachversionen eintragen. Tipp: Regelmäßig bei news.google.de nach „ist tot“, „gestorben“ oder „verstorben“ suchen.
Wenn eine Person gestorben ist, gibt es viele Seiten zu dieser Person in der Wikipedia, die davon auch betroffen sind und entsprechend aktualisiert werden müssen. Beispiele: Namenübersichtsseite, Geburtsjahr, Geburtsort-Seiten und viele mehr.
Wie finde ich die betroffenen Seiten?
Im Suchfeld auf der linken Seite gibt man den Suchbegriff so ein: „Vorname Nachname“. Dann klickt man auf Volltext und alle Seiten mit entsprechendem Suchtext werden aufgerufen. Hier sieht man dann schnell, wo auch das Todesjahr Sinn macht oder sogar ein Teil des Artikels angepasst werden muss. Auch hilft das „Werkzeug“ auf der linken Seite sehr gut, um solche Seiten aufzufinden: „Links auf diese Seite“. Somit ist die Wikipedia wieder aktuell in allen Bereichen! Hinweis: bei Eintragung der Kategorie „Gestorben JAHR“ wird der Missbrauchsfilter 49 ausgelöst, was jedoch nicht schlimm ist. Siehe: Spezial:Missbrauchsfilter/49
Dies ist eine Liste von im dritten Quartal 1976 verstorbenen bekannten Persönlichkeiten. Die Einträge erfolgen innerhalb der einzelnen Daten alphabetisch sortiert. Tiere sind im Nekrolog für Tiere zu finden.

## Juli
| Tag      | Name                            | Beruf, bekannt als                                                                                              | Alter | Beleg |
| -------- | ------------------------------- | --- | ----- | ----- |
| 1. Juli  | Peter Bischoff                  | deutscher Regattasegler                                                                                         | 72    |       |
| 1. Juli  | Rudi Blass                      | deutscher Politiker (CDU)                                                                                       | 69    |       |
| 1. Juli  | Anneliese Michel                | deutsche Katholikin, starb nach Exorzismus                                                                      | 23    |       |
| 1. Juli  | Otto Ritschl                    | deutscher Künstler                                                                                              | 90    |       |
| 1. Juli  | Helene Rothländer               | deutsche Lehrerin und Politikerin (Zentrum, CDU), MdL                                                           | 85    |       |
| 1. Juli  | Ernst Sander                    | deutscher Schriftsteller und Übersetzer                                                                         | 78    |       |
| 1. Juli  | Anton Valentin                  | österreichischer Architekt                                                                                      | 81    |       |
| 1. Juli  | Oskar Walleck                   | deutscher Theaterintendant                                                                                      | 85    |       |
| 2. Juli  | Heinz Matthes                   | deutscher Politiker (DHP, DP, GDP), MdB                                                                         | 79    |       |
| 3. Juli  | Fritz Fränken                   | deutscher Politiker (KPD)                                                                                       | 79    |       |
| 3. Juli  | Eugen Huth                      | deutscher Politiker (CDU), MdB                                                                                  | 75    |       |
| 3. Juli  | Dietmar Kracht                  | deutscher Schauspieler                                                                                          |       |       |
| 3. Juli  | Alexander Lernet-Holenia        | österreichischer Schriftsteller                                                                                 | 78    |       |
| 4. Juli  | Dora Bloch                      | britisch-israelisches Terrorismusopfer                                                                          |       |       |
| 4. Juli  | Franz Bögler                    | deutscher Politiker (SPD), MdL                                                                                  | 73    |       |
| 4. Juli  | Wilfried Böse                   | deutscher Terrorist                                                                                             | 27    |       |
| 04. Juli | Henri Eberhardt                 | französischer Ruderer                                                                                           | 62    |       |
| 4. Juli  | Rugard Otto Gropp               | deutscher, marxistisch-leninistischer Philosoph                                                                 | 69    |       |
| 4. Juli  | Brigitte Kuhlmann               | deutsche Terroristin der Revolutionären Zellen                                                                  | 29    |       |
| 4. Juli  | Josef Müller                    | deutscher Kunsthistoriker                                                                                       | 87    |       |
| 4. Juli  | Yonatan Netanyahu               | israelischer Militär, Mitglied der Eliteeinheit Sajeret Matkal der Israelischen Streitkräfte                    | 30    |       |
| 4. Juli  | Antoni Słonimski                | polnischer Poet und Autor                                                                                       | 80    |       |
| 5. Juli  | Kurt Chill                      | deutscher Offizier, zuletzt Generalleutnant im Zweiten Weltkrieg                                                | 81    |       |
| 5. Juli  | Anna Hübler                     | deutsche Eiskunstläuferin                                                                                       | 91    |       |
| 5. Juli  | Ray Kellogg                     | US-amerikanischer Spezialist für visuelle Effekte, Kameramann und Filmregisseur                                 | 70    |       |
| 5. Juli  | Frieda H. Sichel                | deutsch-südafrikanische Sozialökonomin und Sozialarbeiterin                                                     | 87    |       |
| 5. Juli  | Nels H. Smith                   | US-amerikanischer Politiker, Gouverneur von Wyoming                                                             | 91    |       |
| 5. Juli  | Adriaan Hendrik van der Weel    | niederländischer Romanist                                                                                       | 80    |       |
| 6. Juli  | Buddy Burton                    | US-amerikanischer Jazz- und Bluesmusiker                                                                        | 86    |       |
| 6. Juli  | Paul Hach                       | deutscher Bürgermeister (Erfurt)                                                                                | 82    |       |
| 6. Juli  | Odin Langen                     | US-amerikanischer Politiker                                                                                     | 63    |       |
| 6. Juli  | Fritz Lenz                      | deutscher Anthropologe und Rassenhygieniker                                                                     | 89    |       |
| 6. Juli  | Zhu De                          | chinesischer Marschall                                                                                          | 89    |       |
| 7. Juli  | Norman Foster                   | US-amerikanischer Filmregisseur, Drehbuchautor sowie Schauspieler                                               | 72    |       |
| 7. Juli  | Gustav Heinemann                | deutscher Politiker (CDU), MdL, MdB, Bundespräsident (1969–1974)                                                | 76    |       |
| 7. Juli  | Christian Peter Kryssing        | dänischer Offizier, SS-Brigadeführer und Generalmajor der Waffen-SS                                             | 85    |       |
| 8. Juli  | S. H. Foulkes                   | deutsch-britischer Psychiater und Psychoanalytiker                                                              | 77    |       |
| 8. Juli  | Hermann Goetz                   | deutscher Kunsthistoriker und Indologe                                                                          | 77    |       |
| 8. Juli  | Hans Grund                      | deutscher Generalmajor der Luftwaffe im Zweiten Weltkrieg                                                       | 80    |       |
| 8. Juli  | José Python                     | Schweizer Politiker (konservativ), Staatsrat des Kantons Freiburg                                               | 75    |       |
| 8. Juli  | Rudolf Steglich                 | deutscher Musikwissenschaftler                                                                                  | 90    |       |
| 9. Juli  | Berthold Mueller                | deutscher Rechtsmediziner und Hochschullehrer                                                                   | 78    |       |
| 9. Juli  | Richard Neuz                    | deutscher Maler und Illustrator                                                                                 | 81    |       |
| 9. Juli  | Walter Scheidt                  | deutscher Eugeniker und Anthropologe                                                                            | 80    |       |
| 9. Juli  | Ludwig Zahn                     | deutscher Kameramann                                                                                            | 73    |       |
| 10. Juli | Kostas Georgiou                 | zypriotischer Söldner                                                                                           |       |       |
| 10. Juli | Mike Pratt                      | britischer Komponist, Pianist und Schauspieler                                                                  | 45    |       |
| 10. Juli | Corneliu Teodorini              | rumänischer Generalmajor im Zweiten Weltkrieg                                                                   | 82    |       |
| 11. Juli | Eric Baker                      | englischer Menschenrechtsaktivist                                                                               | 55    |       |
| 11. Juli | François Charrière              | Schweizer Geistlicher, Bischof im Bistum Lausanne, Genf und Freiburg                                            | 82    |       |
| 11. Juli | Michael Hayes                   | irischer Politiker, Minister                                                                                    | 86    |       |
| 11. Juli | Suzanne Schreiber               | französische Politikerin                                                                                        | 81    |       |
| 12. Juli | Hellmut Becher                  | deutscher Anatom und Hochschullehrer                                                                            | 80    |       |
| 12. Juli | Siegfried Engel                 | deutscher Marineoffizier und Konteradmiral im Zweiten Weltkrieg                                                 | 84    |       |
| 12. Juli | Buddy Featherstonhaugh          | britischer Bandleader, Saxophonist und Klarinettist                                                             | 66    |       |
| 12. Juli | James Wong Howe                 | amerikanischer Kameramann                                                                                       | 76    |       |
| 12. Juli | Franklyn Marks                  | amerikanischer Komponist und Arrangeur                                                                          | 65    |       |
| 13. Juli | Artur Anders                    | deutscher Politiker (SPD), MdB                                                                                  | 80    |       |
| 13. Juli | Max Butting                     | deutscher Komponist                                                                                             | 87    |       |
| 13. Juli | Carl Dreher                     | austroamerikanischer Tontechniker sowie Fachautor                                                               | 80    |       |
| 13. Juli | Max Peiffer Watenphul           | deutscher Maler                                                                                                 | 79    |       |
| 13. Juli | Frederick Schrecker             | österreichischer Schauspieler                                                                                   | 84    |       |
| 13. Juli | Torii Kotondo                   | japanischer Holzschnitt-Künstler                                                                                | 75    |       |
| 13. Juli | Elya Maria Nevar                | deutsche Schauspielerin, Regisseurin und Anthroposophin                                                         | 81    |       |
| 13. Juli | Johannes Wolburg                | deutscher Geologe und Paläontologe                                                                              | 71    |       |
| 14. Juli | Philipp Daub                    | deutscher SED-Funktionär, MdR, Oberbürgermeister von Magdeburg                                                  | 80    |       |
| 14. Juli | Nikolai Wladimirowitsch Ekk     | sowjetischer Regisseur und Drehbuchautor                                                                        | 74    |       |
| 14. Juli | Hans Krause-Dietering           | deutscher Fabrikdirektor, Ingenieurschullehrer und -leiter                                                      | 64    |       |
| 14. Juli | Joachim Peiper                  | deutscher Kriegsverbrecher, Obersturmbannführer der Waffen-SS                                                   | 61    |       |
| 14. Juli | Hans Regina von Nack            | österreichischer Schriftsteller                                                                                 | 81    |       |
| 14. Juli | Rupprecht von Vegesack          | deutschbaltischer Maler und Graphiker                                                                           | 59    |       |
| 14. Juli | Anny Wienbruch                  | deutsche Schriftstellerin                                                                                       | 77    |       |
| 15. Juli | Frédéric Fauquex                | Schweizer Politiker (LPS)                                                                                       | 78    |       |
| 15. Juli | Paul Gallico                    | amerikanischer Autor                                                                                            | 78    |       |
| 15. Juli | Jörgen Haalck                   | deutscher Jurist und Hochschullehrer                                                                            | 51    |       |
| 15. Juli | Rudolf Lunkenbein               | deutscher Ordensgeistlicher, Missionar in Brasilien                                                             | 37    |       |
| 15. Juli | Rodolfo Mondolfo                | italienischer Philosoph und Philosophiehistoriker                                                               | 98    |       |
| 15. Juli | Fritz Oberdorf                  | deutscher Agrarwissenschaftler, Pflanzenzüchter, Professor und Rektor                                           | 78    |       |
| 15. Juli | Eva Schulze-Knabe               | deutsche Malerin und Widerstandskämpferin                                                                       | 69    |       |
| 15. Juli | Yamaguchi Gen                   | japanischer Holzschnittkünstler und Buchgestalter                                                               | 79    |       |
| 16. Juli | Fernand Canteloube              | französischer Radrennfahrer                                                                                     | 75    |       |
| 16. Juli | Gottfried Hansen                | deutscher Admiral und Veteranenfunktionär                                                                       | 94    |       |
| 16. Juli | Nikolos Muschelischwili         | georgischer Mathematiker                                                                                        | 85    |       |
| 16. Juli | Gehnäll Persson                 | schwedischer Dressurreiter                                                                                      | 65    |       |
| 16. Juli | Magda Roos                      | deutsche Malerin                                                                                                | 56    |       |
| 16. Juli | Heinrich Simbriger              | tschechischer Komponist und Musiktheoretiker                                                                    | 73    |       |
| 16. Juli | Stanley G. Thompson             | US-amerikanischer Nuklearchemiker                                                                               | 64    |       |
| 17. Juli | Arthur Hornblow junior          | US-amerikanischer Filmproduzent                                                                                 | 83    |       |
| 17. Juli | Rina Morelli                    | italienische Schauspielerin                                                                                     | 67    |       |
| 17. Juli | Muhammad VI. ibn Arafa          | marokkanischer Sultan                                                                                           |       |       |
| 17. Juli | Mario Pisu                      | italienischer Schauspieler und Synchronsprecher                                                                 | 66    |       |
| 17. Juli | Karl Schumm                     | württembergischer Lehrer, Volkskundler, Autor und Archivar                                                      | 75    |       |
| 17. Juli | Walter Schürmeyer               | deutscher Bibliothekar und Kunsthistoriker                                                                      | 86    |       |
| 18. Juli | Karl Donderer                   | deutscher Politiker, MdL                                                                                        | 92    |       |
| 18. Juli | José Miguel Gallardo            | puerto-ricanischer Politiker                                                                                    | 78    |       |
| 18. Juli | Georg Garbotz                   | deutscher Maschinenbauingenieur und Hochschullehrer                                                             | 85    |       |
| 18. Juli | Gray Gordon                     | US-amerikanischer Jazzmusiker und Orchesterleiter                                                               | 72    |       |
| 18. Juli | Lucie Mannheim                  | deutsche Bühnen- und Filmschauspielerin                                                                         | 77    |       |
| 18. Juli | Ernst Müller                    | deutscher SS-Führer                                                                                             | 82    |       |
| 18. Juli | Herbert Neumann                 | deutscher Verwaltungsjurist und Landrat                                                                         | 88    |       |
| 18. Juli | Harry Clifford Northcott        | US-amerikanischer methodistischer Geistlicher und Bischof                                                       | 85    |       |
| 18. Juli | Vilmos Rácz                     | ungarischer Sprinter                                                                                            | 87    |       |
| 18. Juli | Sally Salminen                  | finnische Autorin                                                                                               | 70    |       |
| 19. Juli | Erwin Baß                       | deutscher Mediziner und Hochschullehrer                                                                         | 81    |       |
| 19. Juli | Walter Berger                   | österreichischer Geologe und Paläontologe                                                                       | 57    |       |
| 19. Juli | Adolf von Bomhard               | deutscher SS-Gruppenführer und Generalleutnant der Polizei im Dritten Reich, später Bürgermeister und Ehrenb... | 85    |       |
| 19. Juli | Eduard Anatoljewitsch Budogoski | russischer Illustrator von Kinderbüchern                                                                        | 72    |       |
| 19. Juli | Domenico Matteucci              | italienischer Sportschütze                                                                                      | 81    |       |
| 19. Juli | Gene Roth                       | US-amerikanischer Schauspieler                                                                                  | 73    |       |
| 20. Juli | Carl Cohnen                     | deutscher Landschafts- und Porträtmaler der Düsseldorfer Schule und der Rheinischen Sezession                   | 88    |       |
| 20. Juli | Centa Haas                      | deutsche Pädagogin und Politikerin (CSU), MdB                                                                   | 67    |       |
| 20. Juli | Heinrich Neu                    | deutscher Kunsthistoriker und Hochschullehrer an der Pädagogischen Hochschule Köln                              | 70    |       |
| 20. Juli | Joseph Rochefort                | amerikanischer Kryptologe                                                                                       | 76    |       |
| 21. Juli | Earle Combs                     | US-amerikanischer Baseballspieler                                                                               | 77    |       |
| 21. Juli | Luc van Dam                     | niederländischer Boxer                                                                                          | 55    |       |
| 21. Juli | Christopher Ewart-Biggs         | britischer Diplomat und Botschafter in Irland                                                                   | 54    |       |
| 21. Juli | Walter Robert Fuchs             | deutscher Sachbuchautor                                                                                         | 39    |       |
| 21. Juli | Viktor Kalisch                  | österreichischer Kanute                                                                                         | 73    |       |
| 21. Juli | Enzo Paci                       | italienischer Philosoph                                                                                         | 64    |       |
| 21. Juli | August Schörgendorfer           | österreichischer Klassischer Archäologe                                                                         | 62    |       |
| 21. Juli | Gerhard Taschner                | deutscher Violinist                                                                                             | 54    |       |
| 22. Juli | Kurt Bodendorf                  | deutscher Chemiker und Pharmazeut                                                                               | 77    |       |
| 22. Juli | Otto Lindpaintner               | deutscher Arzt, Flugpionier und Rennfahrer                                                                      | 91    |       |
| 22. Juli | Louis Luguet                    | französischer Radrennfahrer                                                                                     | 83    |       |
| 22. Juli | Mortimer Wheeler                | britischer Archäologe                                                                                           | 85    |       |
| 22. Juli | Rodolfo Zilli                   | italienischer Bildhauer und Maler                                                                               | 85    |       |
| 23. Juli | Wilhelmina von Bremen           | US-amerikanische Leichtathletin                                                                                 | 66    |       |
| 23. Juli | Vasiľ Hopko                     | slowakischer griechisch-katholischer Weihbischof in Prešov                                                      | 72    |       |
| 23. Juli | Ernst Küppers                   | deutscher Schwimmer                                                                                             | 72    |       |
| 23. Juli | Paul Morand                     | französischer Autor, Diplomat und Mitglied der Académie française                                               | 88    |       |
| 23. Juli | Conrad Westpfahl                | deutscher Maler                                                                                                 | 84    |       |
| 23. Juli | Martin Wickramasinghe           | singhalesischer Schriftsteller und Literaturkritiker                                                            | 86    |       |
| 24. Juli | Afro Basaldella                 | italienischer Maler                                                                                             | 64    |       |
| 24. Juli | Herbert von Buttlar             | deutscher Klassischer Archäologe und Wissenschaftsmanager                                                       | 63    |       |
| 24. Juli | Julius Döpfner                  | deutscher Geistlicher, Bischof von Würzburg und Berlin sowie Erzbischof von München und Freising                | 62    |       |
| 24. Juli | Elisabet von Harnack            | deutsche Sozialarbeiterin                                                                                       | 84    |       |
| 24. Juli | Alexandre Sarrasin              | Schweizer Bauingenieur, Hochschullehrer                                                                         | 81    |       |
| 24. Juli | Leo Shuken                      | amerikanischer Filmkomponist, Arrangeur und musikalischer Leiter                                                | 69    |       |
| 25. Juli | Henry K. Beecher                | US-amerikanischer Pionier der Anästhesie und Hochschullehrer an der Harvard Medical School                      | 72    |       |
| 25. Juli | Lode Craeybeckx                 | flämischer sozialistischer Politiker                                                                            | 78    |       |
| 25. Juli | Ferdinand Heger                 | österreichischer Feuerwehrfunktionär                                                                            | 55    |       |
| 25. Juli | Otto Nordt                      | deutscher Marineoffizier, Ritterkreuzträger                                                                     | 74    |       |
| 25. Juli | Theo Schönhöft                  | deutscher Fußballspieler                                                                                        | 44    |       |
| 25. Juli | John C. Slater                  | amerikanischer Physiker und theoretischer Chemiker                                                              | 75    |       |
| 26. Juli | Katharina Blümcke               | deutsche Schriftstellerin                                                                                       | 85    |       |
| 26. Juli | Lois Deppe                      | amerikanischer Sänger (Bariton), Saxophonist und Bandleader                                                     | 79    |       |
| 26. Juli | Bohuslav Diviš                  | tschechoslowakischer Mathematiker                                                                               | 33    |       |
| 26. Juli | Eugen Müller                    | deutscher Chemiker                                                                                              | 71    |       |
| 26. Juli | Nikolai Nikolajewitsch Nossow   | sowjetischer Schriftsteller                                                                                     | 67    |       |
| 26. Juli | Abram Room                      | sowjetischer Filmregisseur und Drehbuchautor                                                                    | 82    |       |
| 27. Juli | Nelson F. Adkins                | amerikanischer Literaturwissenschaftler                                                                         | 79    |       |
| 27. Juli | Paul Angoulvent                 | museumskurator und französischer Verleger                                                                       | 77    |       |
| 27. Juli | Georges Davy                    | französischer Soziologe und Hochschullehrer (Sorbonne)                                                          | 92    |       |
| 27. Juli | Lucien Rosengart                | französischer Ingenieur und Industrieller                                                                       | 95    |       |
| 27. Juli | Margarita Borissowna Rudenko    | russische Orientalistin, Kurdologin, Literaturwissenschaftlerin, Ethnographin                                   | 50    |       |
| 27. Juli | Emil Zentgraf                   | deutscher Bildhauer                                                                                             | 83    |       |
| 28. Juli | George O. Curme                 | US-amerikanischer Chemiker                                                                                      | 87    |       |
| 28. Juli | Victor Feather, Baron Feather   | britischer Gewerkschaftsfunktionär                                                                              | 68    |       |
| 28. Juli | Wilhelm Hübotter                | deutscher Garten- und Landschaftsarchitekt                                                                      | 81    |       |
| 28. Juli | Oskar Klose                     | deutscher Sportmoderator im Hörfunk                                                                             | 50    |       |
| 28. Juli | Dirks Paulun                    | deutscher Autor                                                                                                 | 72    |       |
| 28. Juli | Christian Ranucci               | französischer verurteilter Entführer, drittletzte Person, die in Frankreich hingerichtet wurde                  | 22    |       |
| 28. Juli | Charlotte Susa                  | deutsche Schauspielerin                                                                                         | 78    |       |
| 29. Juli | Mickey Cohen                    | US-amerikanischer Mobster                                                                                       | 62    |       |
| 29. Juli | André Pottier                   | französischer Radrennfahrer                                                                                     | 94    |       |
| 30. Juli | Rudolf Bultmann                 | deutscher Philosoph, evangelischer Theologe, Neutestamentler                                                    | 91    |       |
| 30. Juli | Torcuato Alfredo Sozio di Tella | argentinischer Manager und Diplomat                                                                             |       |       |
| 30. Juli | Joel Rakotomalala               | madagassischer Politiker, Premierminister von Madagaskar                                                        | 47    |       |
| 30. Juli | Solly Sachs                     | südafrikanischer Gewerkschafter, Anti-Apartheid-Aktivist und Schriftsteller                                     | 75    |       |
| 31. Juli | Francisco De Caro               | argentinischer Tangopianist und -komponist                                                                      | 78    |       |
| 31. Juli | Hedwig von Goetzen              | deutsche Ärztin                                                                                                 | 82    |       |
| 31. Juli | Cees Joosen                     | niederländischer Radrennfahrer                                                                                  | 56    |       |
| 31. Juli | Erich Majkut                    | österreichischer Opern- und Konzertsänger                                                                       | 69    |       |
| 31. Juli | Werner Renneberg                | deutscher Pädagoge und Hochschullehrer                                                                          | 70    |       |
| 31. Juli | Uwe Siemann                     | deutsches Todesopfer an der innerdeutschen Grenze                                                               | 19    |       |
| Juli     | Gottfried Grote                 | deutscher Kirchenmusiker                                                                                        | 73    |       |
| Juli     | Hans Heinz Lüttgen              | deutscher Architekt, Innenarchitekt und Künstler                                                                |       |       |

## August
| Tag        | Name                             | Beruf, bekannt als                                                                                              | Alter | Beleg |
| ---------- | -------------------------------- | --- | ----- | ----- |
| 1. August  | Richard Archbold                 | US-amerikanischer Zoologe und Philanthrop                                                                       | 69    |       |
| 1. August  | Paul Bernstein                   | deutscher Kryptologe                                                                                            | 84    |       |
| 1. August  | Heinz Dost                       | deutscher Biologe und Illustrator                                                                               | 49    |       |
| 1. August  | Josef Muigg                      | österreichischer Politiker                                                                                      | 81    |       |
| 1. August  | Hermann Weber                    | deutscher Pfarrer und Heimatforscher                                                                            | 73    |       |
| 2. August  | Harry Braverman                  | US-amerikanischer Kommunist und politischer Autor                                                               | 55    |       |
| 2. August  | Hans Encke                       | deutscher evangelischer Geistlicher                                                                             | 80    |       |
| 2. August  | László Kalmár                    | ungarischer Mathematiker und Informatiker                                                                       | 71    |       |
| 2. August  | Fritz Lang                       | österreichisch-deutsch-amerikanischer Filmregisseur, Drehbuchautor und Schauspieler                             | 85    |       |
| 2. August  | Johannes Schubert                | deutscher Tibetologe                                                                                            | 79    |       |
| 2. August  | Evangelina Sobredo Galanes       | spanische Sängerin und Liedermacherin                                                                           | 27    |       |
| 3. August  | Olimpio Bizzi                    | italienischer Radrennfahrer                                                                                     | 60    |       |
| 3. August  | Francis Festing                  | britischer Generalfeldmarschall und Chef des Imperialen Generalstabes                                           | 73    |       |
| 3. August  | Steen Herschend                  | dänischer Segler                                                                                                | 87    |       |
| 3. August  | Jerry Litton                     | US-amerikanischer Politiker                                                                                     | 39    |       |
| 3. August  | Chester Rutecki                  | US-amerikanischer Boxer                                                                                         | 59    |       |
| 3. August  | Waleri Michailowitsch Sablin     | sowjetischer Korvettenkapitän                                                                                   | 37    |       |
| 3. August  | Hans Weinberger                  | deutscher Sozial- und Jugendpolitiker                                                                           | 77    |       |
| 4. August  | Enrique Angelelli                | argentinischer Geistlicher, römisch-katholischer Bischof von La Rioja                                           | 53    |       |
| 4. August  | Yves Émile Aubert                | französischer Seeoffizier (Contre-amiral)                                                                       | 84    |       |
| 4. August  | Helmut de Boor                   | deutscher Germanist                                                                                             | 85    |       |
| 4. August  | Trudik Daniel                    | deutsche Schauspielerin, Hörspielsprecherin und Operettensängerin (Mezzosopran)                                 | 84    |       |
| 4. August  | Charlotte Dietrich               | deutsche Sozialpädagogin                                                                                        | 88    |       |
| 4. August  | Luigina Giavotti                 | italienische Turnerin                                                                                           | 59    |       |
| 4. August  | Small Montana                    | philippinischer Boxer im Fliegengewicht                                                                         | 63    |       |
| 4. August  | Friedrich Sixt                   | deutscher Offizier, zuletzt Generalleutnant im Zweiten Weltkrieg                                                | 80    |       |
| 4. August  | Karl A. Wolf                     | deutscher Physiker                                                                                              | 72    |       |
| 5. August  | Benito Corghi                    | italienisches Todesopfer an der innerdeutschen Grenze                                                           | 38    |       |
| 5. August  | Johannes Ihler                   | deutscher Politiker (SPD), MdBB                                                                                 | 77    |       |
| 5. August  | Luigi Oldani                     | italienischer römisch-katholischer Geistlicher, Weihbischof in Mailand                                          | 70    |       |
| 5. August  | Otto Pischinger                  | österreichischer Filmarchitekt                                                                                  | 57    |       |
| 5. August  | Ole Mørk Sandvik                 | norwegischer Volksliedsammler, Musikforscher und -pädagoge                                                      | 101   |       |
| 5. August  | Lu Säuberlich                    | deutsche Schauspielerin und Synchronsprecherin                                                                  | 64    |       |
| 6. August  | Werner Junck                     | deutscher Offizier, zuletzt Generalleutnant im Zweiten Weltkrieg                                                | 80    |       |
| 6. August  | William Mervyn                   | britischer Schauspieler                                                                                         | 64    |       |
| 6. August  | Gregor Piatigorsky               | US-amerikanischer Cellist                                                                                       | 73    |       |
| 6. August  | Andreas Rohracher                | österreichischer katholischer Geistlicher, Erzbischof von Salzburg, Bischof von Gurk                            | 84    |       |
| 6. August  | Franz Nikolaus Scheubel          | deutscher Hochschullehrer für Luftfahrtforschung und Maschinenbau                                               | 77    |       |
| 7. August  | Erwin Ferber                     | deutscher Hochschullehrer für Technische Chemie                                                                 | 91    |       |
| 7. August  | James Hoy, Baron Hoy             | britischer Politiker, Mitglied des House of Commons                                                             | 67    |       |
| 7. August  | Margarete Jonas                  | österreichische First Lady                                                                                      | 78    |       |
| 7. August  | Georg König                      | deutscher Landwirt und Politiker (FDP, DVP), MdL                                                                | 78    |       |
| 7. August  | Jules Eberhard Noltenius         | deutscher Jurist und Politiker (CDU), MdBB                                                                      | 68    |       |
| 8. August  | Hermann Dortans                  | deutscher Politiker (SPD), MdB                                                                                  | 77    |       |
| 8. August  | Heinrich Fischer                 | deutscher Volkswirt und Mitglied des Bayerischen Senats                                                         | 70    |       |
| 8. August  | Eberhard Haun                    | deutscher Fußballspieler                                                                                        | 26    |       |
| 8. August  | Winston Hibler                   | US-amerikanischer Drehbuchautor, Filmproduzent und -regisseur, Schauspieler und Off-Sprecher                    | 65    |       |
| 8. August  | Helli Knoll                      | deutsche Journalistin und Frauenrechtlerin                                                                      |       |       |
| 8. August  | Roger Noiret                     | französischer Offizier, zuletzt Armeegeneral                                                                    | 80    |       |
| 8. August  | Clemens von Oer                  | deutscher Verwaltungsjurist und Politiker (Zentrum, CDU)                                                        | 80    |       |
| 8. August  | Eddie Rosner                     | deutscher Jazzmusiker und Kornettist                                                                            | 66    |       |
| 8. August  | Hermann Sasse                    | deutsch-australischer lutherischer Theologe                                                                     | 81    |       |
| 8. August  | Robert Stratil                   | deutscher Filmarchitekt                                                                                         | 57    |       |
| 8. August  | Milly Wagner-Meyer               | Schweizer Schriftstellerin und Radio Mitarbeiterin                                                              | 51    |       |
| 8. August  | Sidney Frank Waterson            | südafrikanischer Diplomat und Politiker                                                                         | 80    |       |
| 9. August  | Karl Blach                       | österreichischer Bergsteiger                                                                                    | 47    |       |
| 9. August  | Marta Fraenkel                   | deutsche Ärztin                                                                                                 | 79    |       |
| 9. August  | José Lezama Lima                 | kubanischer Schriftsteller                                                                                      | 65    |       |
| 9. August  | William Joseph Lynch             | US-amerikanischer Jurist und Politiker                                                                          | 68    |       |
| 9. August  | John Roselli                     | italo-amerikanischer Mobster                                                                                    | 71    |       |
| 9. August  | Anna Sartory                     | Schweizer Schriftstellerin und Redaktorin                                                                       | 94    |       |
| 9. August  | Ernst Schlapper                  | deutscher Politiker, Oberbürgermeister von Baden-Baden                                                          | 87    |       |
| 9. August  | Georg Streiter                   | deutscher Journalist und Politiker                                                                              | 69    |       |
| 10. August | Jimmy Casella                    | US-amerikanischer Pokerspieler                                                                                  | 52    |       |
| 10. August | Ray Corrigan                     | US-amerikanischer Schauspieler                                                                                  | 74    |       |
| 10. August | Fernand Dehousse                 | belgischer Politiker, MdEP                                                                                      | 70    |       |
| 10. August | Hermann Diamanski                | deutscher Kommunist und Widerstandskämpfer gegen den Nationalsozialismus, Teilnehmer im Spanischen Bürgerkri... | 67    |       |
| 10. August | Jerry Gray                       | US-amerikanischer Jazz-Trompeter und Bigband-Leader                                                             | 61    |       |
| 10. August | Mounir Kebaili                   | tunesischer Fußballspieler                                                                                      | 52    |       |
| 10. August | Hans Kraske                      | deutscher Chirurg                                                                                               | 83    |       |
| 10. August | Paul Lücke                       | deutscher Bauminister und Innenminister                                                                         | 61    |       |
| 10. August | Josef Mattauch                   | österreichischer Physiker                                                                                       | 80    |       |
| 10. August | George Robertson                 | britischer Schwimmer                                                                                            | 75    |       |
| 10. August | Lambert Schaus                   | luxemburgischer Politiker                                                                                       | 68    |       |
| 10. August | Karl Schmidt-Rottluff            | deutscher Maler, Grafiker und Plastiker                                                                         | 91    |       |
| 10. August | Gerhard Schumann                 | deutscher Komponist von E-Musik                                                                                 | 62    |       |
| 10. August | Hubert Hessell Tiltman           | britischer Journalist und Schriftsteller                                                                        | 79    |       |
| 10. August | Siegfried Ucko                   | deutscher Rabbiner                                                                                              | 70    |       |
| 11. August | Franz Bösken                     | deutscher Musikpädagoge und Organologe                                                                          | 67    |       |
| 11. August | Lothar Dietz                     | deutscher Bildhauer                                                                                             | 80    |       |
| 11. August | Giovanni Gozzi                   | italienischer Ringer                                                                                            | 73    |       |
| 11. August | Artturi Jämsén                   | finnischer Politiker, Mitglied des Reichstags und Minister                                                      | 51    |       |
| 11. August | Martin Lattmann                  | deutscher Militär, Berufsoffizier und Politiker (SED)                                                           | 80    |       |
| 11. August | Ferry Wondra                     | österreichischer Kabarettist, Komiker, Sänger, Bühnen- und Filmschauspieler                                     | 70    |       |
| 12. August | Max Busyn                        | deutscher Maler und Grafiker                                                                                    | 76    |       |
| 12. August | Generoso Dattilo                 | italienischer Fußballschiedsrichter und -funktionär                                                             | 74    |       |
| 12. August | Tom Driberg                      | britischer Journalist und Politiker, Mitglied des House of Commons                                              | 71    |       |
| 12. August | Paul Gerhard de Haas             | deutscher Gartenbauwissenschaftler                                                                              | 69    |       |
| 12. August | José de Matos Pereira            | brasilianischer Ordensgeistlicher, römisch-katholischer Bischof von Barretos                                    | 58    |       |
| 13. August | Martial Gueroult                 | französischer Philosophiehistoriker                                                                             | 84    |       |
| 13. August | Kléber Haedens                   | französischer Journalist, Autor und Literaturkritiker                                                           | 62    |       |
| 13. August | Friedrich Maser                  | deutscher Kaufmann und Senator                                                                                  | 87    |       |
| 13. August | Kurt Meißner                     | deutscher Unternehmer, Japanspezialist, Verfasser, Übersetzer und Herausgeber eines breiten japanischen Schr... | 91    |       |
| 13. August | Ernst Nagel                      | deutscher Rechtsanwalt, Notar und Politiker (fraktionslos), MdL                                                 | 78    |       |
| 13. August | Marcel Rouvière                  | französischer Fußballspieler und -trainer                                                                       | 54    |       |
| 13. August | Schlomo Friedrich Rülf           | deutsch-israelischer Rabbiner und Schriftsteller                                                                | 80    |       |
| 13. August | Viktor Tourjansky                | international tätiger Filmregisseur ukrainischer Herkunft                                                       | 85    |       |
| 13. August | Emanuel Treu                     | österreichischer Diplomat und Widerstandskämpfer                                                                | 61    |       |
| 14. August | Werner Bräunig                   | deutscher Schriftsteller                                                                                        | 42    |       |
| 14. August | Charles Coste                    | französischer Politiker                                                                                         | 89    |       |
| 14. August | Stefano R. Moshi                 | tansanischer evangelisch-lutherischer Theologe und Leitender Bischof                                            | 70    |       |
| 14. August | Emil Nowatzky                    | deutscher Politiker (SPD), MdBB                                                                                 | 86    |       |
| 14. August | Ralph Julian Rivers              | US-amerikanischer Politiker                                                                                     | 73    |       |
| 14. August | Walter Schulze-Mittendorff       | deutscher Bildhauer, Spezialeffektekünstler und Kostümbildner                                                   | 83    |       |
| 14. August | Oliver Warner                    | britischer Marinehistoriker                                                                                     |       |       |
| 14. August | Constantin Weber                 | deutscher Maschinenbauingenieur und Hochschullehrer                                                             | 91    |       |
| 15. August | Albert Burbank                   | US-amerikanischer Jazzmusiker                                                                                   | 74    |       |
| 15. August | Hans-Ulrich Krantz               | deutscher Offizier, zuletzt Generalmajor der Bundeswehr                                                         | 70    |       |
| 16. August | Robert Barrat                    | französischer Autor, Journalist und vehementer Verfechter des Antikolonialismus                                 | 57    |       |
| 16. August | Tibor Erdey-Grúz                 | ungarischer Physikochemiker und Politiker                                                                       | 73    |       |
| 16. August | Antonie Möbis                    | deutsche Politikerin und Widerstandskämpferin gegen den Nationalsozialismus                                     | 78    |       |
| 16. August | Bep Nooy                         | niederländische Schauspielerin                                                                                  | 83    |       |
| 16. August | Nikolaj Rosing                   | grönländischer Politiker, Lehrer, Übersetzer und Schriftsteller                                                 | 64    |       |
| 16. August | Ancilla Schneider                | Benediktiner-Äbtissin, Kirchenmusikerin und Komponistin                                                         | 68    |       |
| 16. August | Jurij Smolytsch                  | ukrainisch-sowjetischer Schriftsteller, Journalist, Theaterkritiker und Herausgeber                             | 76    |       |
| 17. August | Sydney de Coulon                 | Schweizer Politiker (LPS)                                                                                       | 87    |       |
| 17. August | Maurice Dobb                     | britischer Wirtschaftswissenschaftler                                                                           | 76    |       |
| 17. August | William Redfield                 | US-amerikanischer Schauspieler                                                                                  | 49    |       |
| 17. August | Edmund Trinkl                    | Leitender Gestapomitarbeiter                                                                                    | 85    |       |
| 17. August | Murvyn Vye                       | US-amerikanischer Theater- und Filmschauspieler                                                                 | 63    |       |
| 18. August | Leverett Allen Adams             | US-amerikanischer Zoologe und Museumskurator                                                                    | 98    |       |
| 18. August | Theodor Hoorns                   | deutscher Politiker (DHP, NLP, FDP), MdHB                                                                       | 88    |       |
| 18. August | Karl Klamroth                    | deutscher Verwaltungsjurist, Landrat in Heilsberg und im Dillkreis                                              | 97    |       |
| 18. August | Margarethe Martiny-Holzhausen    | österreichische Bildhauerin, Malerin, Kinderbuchautorin und Illustratorin                                       | 83    |       |
| 18. August | Kenneth Meek                     | kanadischer Organist, Pianist, Cembalist, Chorleiter und Musikpädagoge englischer Herkunft                      | 68    |       |
| 18. August | Juan Niccolai                    | italienischer Geistlicher, Bischof von Tarija                                                                   | 78    |       |
| 18. August | Adolf Schöner                    | deutscher Luftfahrtpionier                                                                                      | 84    |       |
| 18. August | Luigi Serventi                   | italienischer Schauspieler und Filmregisseur                                                                    | 91    |       |
| 18. August | Uda Shintarō                     | japanischer Elektrotechniker und Erfinder der Yagi-Antenne                                                      | 80    |       |
| 19. August | Horst Braunert                   | deutscher Althistoriker                                                                                         | 54    |       |
| 19. August | Clarence Dolson                  | kanadischer Eishockeytorwart                                                                                    | 79    |       |
| 19. August | Adelheid Reder                   | deutsche Lehrerin, Ehrenbürgerin von Heustreu                                                                   | 81    |       |
| 19. August | Alastair Sim                     | britischer Schauspieler                                                                                         | 75    |       |
| 19. August | Halina Zalewska                  | italienische Schauspielerin                                                                                     |       |       |
| 20. August | Viktor Engel                     | deutscher Jurist und Landrat                                                                                    | 75    |       |
| 20. August | Phyllis Konstam                  | englische Schauspielerin                                                                                        | 69    |       |
| 20. August | Frank Meechan                    | schottischer Fußballspieler                                                                                     | 46    |       |
| 20. August | Walter Rau                       | deutscher Politiker (CDU)                                                                                       | 67    |       |
| 20. August | Wacław Starzyński                | polnischer Radrennfahrer                                                                                        | 65    |       |
| 20. August | Gertrud Utpott                   | deutsche Politikerin (SPD), Mitglied des Abgeordnetenhauses von Berlin                                          | 84    |       |
| 21. August | Horace T. Cahill                 | US-amerikanischer Politiker                                                                                     | 81    |       |
| 21. August | Albert Ebert                     | deutscher Maler und Grafiker                                                                                    | 70    |       |
| 21. August | James Olds                       | US-amerikanischer Psychologe                                                                                    | 54    |       |
| 21. August | Kurt Wagener                     | deutscher Veterinärmediziner, Mikrobiologe, Rektor TiHo Hannover                                                | 77    |       |
| 21. August | Dunky Wright                     | britischer Marathonläufer                                                                                       | 79    |       |
| 22. August | Gina Bachauer                    | griechische Pianistin                                                                                           | 63    |       |
| 22. August | Oskar Brüsewitz                  | evangelischer Pfarrer                                                                                           | 47    |       |
| 22. August | Juscelino Kubitschek             | brasilianischer Politiker, Staatspräsident von Brasilien (1956–1961)                                            | 73    |       |
| 22. August | André Lanskoy                    | russisch-französischer Maler                                                                                    | 74    |       |
| 22. August | Helmuth Maier                    | deutscher Landrat und Genealoge                                                                                 | 84    |       |
| 22. August | Anton Profes                     | österreichischer Schlager- und Filmkomponist                                                                    | 80    |       |
| 22. August | Curt Staff                       | deutscher Jurist, Präsident des OLF Frankfurt am Main                                                           | 74    |       |
| 23. August | Heinrich Kaiser                  | deutscher Physiker                                                                                              | 69    |       |
| 23. August | John Friedrich Vuilleumier       | Schweizer Jurist und Schriftsteller                                                                             | 82    |       |
| 24. August | Louis Delvaux                    | belgischer Jurist, Journalist und Politiker                                                                     | 80    |       |
| 25. August | Eyvind Johnson                   | schwedischer Schriftsteller und Nobelpreisträger                                                                | 76    |       |
| 25. August | Michail Konstantinowitsch Karger | sowjetischer Architekturhistoriker, Archäologe und Hochschullehrer                                              | 73    |       |
| 25. August | Paul Möhring                     | deutscher Redakteur, Bühnenautor und Theaterhistoriker                                                          | 85    |       |
| 25. August | Fritz Regler                     | österreichischer Physiker und Hochschullehrer                                                                   | 75    |       |
| 25. August | Doc Shanebrook                   | US-amerikanischer Automobilrennfahrer                                                                           | 69    |       |
| 25. August | Angelo Spanio                    | italienischer Politiker, Bürgermeister von Venedig, Präsident der Cini-Stiftung                                 | 84    |       |
| 25. August | Hans Tibulski                    | deutscher Fußballspieler                                                                                        | 67    |       |
| 25. August | Fritz Wilde                      | deutscher Fußballspieler                                                                                        | 56    |       |
| 26. August | Roman Abraham                    | polnischer Brigadegeneral                                                                                       | 85    |       |
| 26. August | Konrad von Bullion               | deutscher General-Ingenieur                                                                                     | 82    |       |
| 26. August | Lucien Geay                      | französischer Kolonialbeamter                                                                                   | 76    |       |
| 26. August | Oscar Larroca                    | argentinischer Tangosänger                                                                                      | 54    |       |
| 26. August | Lotte Lehmann                    | deutschamerikanische Opernsängerin (Sopran)                                                                     | 88    |       |
| 26. August | Erich Nikowitz                   | österreichischer Schauspieler                                                                                   | 70    |       |
| 26. August | Jewfimija Pawlowna Nossowa       | russische Kunstsammlerin                                                                                        | 95    |       |
| 26. August | Douglas Reed                     | britischer Journalist und Schriftsteller                                                                        | 81    |       |
| 27. August | Arnold Awerzger                  | österreichischer Bergingenieur und Bergsteiger                                                                  | 69    |       |
| 27. August | Mukesh                           | indischer Playbacksänger des Hindi-Films                                                                        | 53    |       |
| 27. August | Werner Scheer                    | deutscher Marineoffizier und Konteradmiral im Zweiten Weltkrieg                                                 | 83    |       |
| 27. August | Wanda Szmielew                   | polnische mathematische Logikerin                                                                               | 58    |       |
| 27. August | Ernst Vaterlaus                  | Schweizer Politiker (FDP), Ständeratspräsident                                                                  | 85    |       |
| 27. August | Minna Vortisch                   | deutsche Vorkämpferin der Frauenemanzipation                                                                    | 102   |       |
| 27. August | Hermann von Witzleben            | deutscher Generalmajor                                                                                          | 84    |       |
| 28. August | John M. Costello                 | US-amerikanischer Politiker                                                                                     | 73    |       |
| 28. August | Walther Eidlitz                  | österreichischer Dramatiker                                                                                     | 84    |       |
| 28. August | Georg Frey                       | deutscher Textilfabrikant (Firma Loden Frey) und Käfersammler                                                   | 74    |       |
| 28. August | Otto Gratzki                     | deutscher Lehrer und NS-Widerstandskämpfer                                                                      | 81    |       |
| 28. August | Johann Heermann                  | deutscher Politiker (CDU), MdL                                                                                  | 79    |       |
| 28. August | Anissa Jones                     | US-amerikanische Filmschauspielerin                                                                             | 18    |       |
| 28. August | Werner Krauss                    | deutscher Romanist und Politiker (KPD, SED), MdL                                                                | 76    |       |
| 29. August | Kazi Nazrul Islam                | bengalischer Lyriker                                                                                            | 77    |       |
| 29. August | Carl Karpinski                   | deutscher Architekt, MdHB (SPD)                                                                                 | 79    |       |
| 29. August | Hans Nieland                     | deutscher Politiker (NSDAP), MdR und Oberbürgermeister der Stadt Dresden                                        | 75    |       |
| 29. August | Jimmy Reed                       | US-amerikanischer Blues-Sänger und -Musiker                                                                     | 50    |       |
| 30. August | Helene Berg                      | österreichische Ehefrau des Komponisten Alban Berg                                                              | 91    |       |
| 30. August | Walter Grundmann                 | deutscher evangelischer Theologe, NSDAP-Mitglied und Stasi-IM                                                   | 69    |       |
| 30. August | Fritz Hünenberger                | Schweizer Gewichtheber                                                                                          | 79    |       |
| 30. August | Pjotr Kirillowitsch Koschewoi    | sowjetischer Militär, Marschall der Sowjetunion                                                                 | 71    |       |
| 30. August | Paul Felix Lazarsfeld            | österreichisch-amerikanischer Soziologe                                                                         | 75    |       |
| 30. August | Georg Neumann                    | deutscher Unternehmer                                                                                           | 77    |       |
| 30. August | Guido Valadares                  | osttimoresischer Politiker                                                                                      | 42    |       |
| 31. August | Marcel Anthonioz                 | französischer Politiker (RI, CNIP), Mitglied der Nationalversammlung und Staatssekretär                         | 65    |       |
| 31. August | Umberto D’Orsi                   | italienischer Schauspieler                                                                                      | 47    |       |
| 31. August | Buell Kazee                      | US-amerikanischer Country-Sänger und Songwriter                                                                 | 76    |       |
| 31. August | Raymond-Joseph Loenertz          | luxemburgischer Dominikaner und Historiker (Byzantinist)                                                        | 76    |       |
| 31. August | Kornelis Heiko Miskotte          | niederländischer reformierter Theologe und Professor für Theologie                                              | 81    |       |
| 31. August | Frederick H. Mueller             | US-amerikanischer Politiker                                                                                     | 82    |       |

## September
| Tag           | Name                             | Beruf, bekannt als                                                                                       | Alter | Beleg |
| ------------- | -------------------------------- | --- | ----- | ----- |
| 1. September  | Julius Barheine                  | deutscher Maler und Grafiker                                                                             | 79    |       |
| 1. September  | Carl Ludwig Krug von Nidda       | deutscher Jurist                                                                                         | 91    |       |
| 1. September  | Jules Merviel                    | französischer Radrennfahrer                                                                              | 69    |       |
| 1. September  | Rudolf Schmäling                 | deutscher SD-Mitarbeiter, SS-Führer und Kriegsverbrecher                                                 | 78    |       |
| 1. September  | Percy Shaw                       | britischer Unternehmer und Erfinder                                                                      | 86    |       |
| 1. September  | Courtenay Edward Stevens         | britischer Althistoriker                                                                                 | 71    |       |
| 2. September  | Wolfram Enzfelder                | österreichischer Politiker (SPÖ), Mitglied des Bundesrates                                               | 78    |       |
| 2. September  | Adam Herbert                     | deutscher Apotheker, Unternehmer und Mäzen der Stadt Wiesbaden                                           | 89    |       |
| 2. September  | Hans Schuberth                   | deutscher Politiker (CSU), MdB                                                                           | 79    |       |
| 3. September  | Jean-Louis Barrelet              | Schweizer Politiker (FDP)                                                                                | 74    |       |
| 3. September  | Ann Tizia Leitich                | österreichische Schriftstellerin, Kunsthistorikerin und Journalistin                                     | 85    |       |
| 3. September  | Kees Pijl                        | niederländischer Fußballspieler                                                                          | 79    |       |
| 3. September  | Heinrich Schönfeld               | österreichischer Fußballspieler                                                                          | 76    |       |
| 3. September  | Johannes Viljoen                 | südafrikanischer Leichtathlet                                                                            | 72    |       |
| 4. September  | Alfons Baumgärtner               | deutscher katholischer Geistlicher                                                                       | 72    |       |
| 4. September  | Hans Georg Gewehr                | deutscher SA-Führer                                                                                      | 68    |       |
| 4. September  | Lucy Greenish                    | neuseeländische Architektin                                                                              | 87    |       |
| 4. September  | George Groves                    | britisch-US-amerikanischer Tontechniker                                                                  | 74    |       |
| 4. September  | Ladislav Novomeský               | slowakischer kommunistischer Politiker, Dichter und Publizist                                            | 71    |       |
| 4. September  | Rudolf Weber-Lortsch             | deutscher Verwaltungsjurist und Bundesrichter                                                            | 68    |       |
| 5. September  | Felix Boesler                    | deutscher Wirtschaftswissenschaftler                                                                     | 75    |       |
| 5. September  | Samiullah Khan Dehlavi           | pakistanischer Diplomat                                                                                  | 62    |       |
| 5. September  | Inge Egger                       | österreichische Filmschauspielerin                                                                       | 53    |       |
| 5. September  | Richard Hansen                   | deutscher Politiker und Parteifunktionär der SPD                                                         | 89    |       |
| 5. September  | Samuel Hunter                    | britischer Radrennfahrer                                                                                 | 82    |       |
| 5. September  | Robert Schimrigk                 | deutscher Psychiater und ärztlicher Standespolitiker                                                     | 72    |       |
| 5. September  | Wan Waithayakon                  | thailändischer Diplomat, Präsident der 11. UN-Generalversammlung                                         | 85    |       |
| 6. September  | Alfred Antkowiak                 | deutscher Verlagslektor und Schriftsteller                                                               | 51    |       |
| 6. September  | Robert Leukauf                   | österreichischer Komponist und Musikwissenschaftler                                                      | 74    |       |
| 7. September  | Daniel F. Galouye                | US-amerikanischer Journalist und Science-Fiction-Schriftsteller                                          | 56    |       |
| 7. September  | Birger Halvorsen                 | norwegischer Hochspringer                                                                                | 71    |       |
| 7. September  | Anna Kéthly                      | ungarische Politikerin, Mitglied des Parlaments, Ministerin der Sozialdemokraten                         | 86    |       |
| 7. September  | Bernard Peiffer                  | französischer Jazzmusiker                                                                                | 53    |       |
| 8. September  | Stephen Barrett                  | irischer Politiker                                                                                       | 62    |       |
| 8. September  | Anthony Barry                    | irischer Politiker                                                                                       | 62    |       |
| 8. September  | Clarice Benini                   | italienische Schachspielerin                                                                             | 71    |       |
| 8. September  | Caesar-Rudolf Boettger           | deutscher Zoologe und Hochschullehrer                                                                    | 88    |       |
| 8. September  | Willem Janssen                   | niederländischer Fußballspieler                                                                          | 96    |       |
| 8. September  | Walter Joachim                   | deutscher Karambolagespieler und mehrfacher Weltmeister                                                  | 63    |       |
| 8. September  | Assen Karastojanow               | bulgarischer Komponist                                                                                   | 83    |       |
| 8. September  | Günther Paulus                   | deutscher Architekt                                                                                      | 77    |       |
| 8. September  | Rolf Seyfarth                    | deutscher Journalist, Sportveranstalter und Politiker (LDP)                                              | 69    |       |
| 8. September  | Joaquim Zamacois i Soler         | katalanisch-chilenischer Musiktheoretiker, Musikpädagoge und Komponist                                   | 81    |       |
| 9. September  | Consuelo N. Bailey               | US-amerikanische Anwaltin und Politikerin                                                                | 76    |       |
| 9. September  | Gottlob Bauknecht                | deutscher Erfinder, Firmengründer und Industrieller der Elektrotechnik- und Hausgeräte-Branche           | 84    |       |
| 9. September  | Johannes Clemens                 | deutscher Angehöriger mehrerer Geheimdienste                                                             | 74    |       |
| 9. September  | Max Hunziker                     | Schweizer Maler                                                                                          | 75    |       |
| 9. September  | Herbert Kasten                   | deutscher Autor                                                                                          | 63    |       |
| 9. September  | Zdenko Kestranek                 | österreichischer Lehrer für Sprech- und Stimmbildung, Professor                                          | 79    |       |
| 9. September  | Marc Lacroix                     | kanadischer Ordensgeistlicher, römisch-katholischer Bischof von Churchill-Hudson Bay                     | 70    |       |
| 9. September  | Giannina Marchini                | italienische Sprinterin und Mittelstreckenläuferin                                                       | 70    |       |
| 9. September  | Mao Zedong                       | chinesischer Politiker                                                                                   | 82    |       |
| 9. September  | Walther Riese                    | deutsch-US-amerikanischer Psychiater                                                                     | 86    |       |
| 9. September  | Erik Rylander                    | schwedischer Skispringer                                                                                 | 71    |       |
| 9. September  | John Edward Taylor               | amerikanischer Geistlicher, Bischof von Stockholm                                                        | 61    |       |
| 10. September | Jack Heaton                      | US-amerikanischer Skeleton- und Bobpilot                                                                 | 68    |       |
| 10. September | Mordecai Johnson                 | US-amerikanischer Universitätspräsident, Theologe und Bürgerrechtler                                     | 86    |       |
| 10. September | Joseph Kimmig                    | deutscher Dermatologe und Hochschullehrer                                                                | 67    |       |
| 10. September | Wilhelm Lenz                     | deutsch-baltischer Historiker                                                                            | 70    |       |
| 10. September | Betty Mitchell                   | kanadische Regisseurin und Theaterleiterin                                                               | 80    |       |
| 10. September | Laurits Jørgensen                | dänischer Stabhochspringer und Dreispringer                                                              | 79    |       |
| 10. September | Dalton Trumbo                    | US-amerikanischer Drehbuch- und Romanautor                                                               | 70    |       |
| 11. September | Walter Brednow                   | deutscher Internist                                                                                      | 80    |       |
| 11. September | Rolf Mayer-Schalburg             | deutscher Landwirt und Verbandsfunktionär                                                                | 93    |       |
| 11. September | Georges Pootmans                 | belgischer Eishockeyspieler                                                                              | 59    |       |
| 11. September | David M. Potts                   | US-amerikanischer Jurist und Politiker                                                                   | 70    |       |
| 11. September | Ambrozij Andrew Senyshyn         | ukrainisch-amerikanischer Geistlicher und Erzbischof                                                     | 73    |       |
| 11. September | Ferdinand Staeger                | deutscher Maler und Grafiker                                                                             | 96    |       |
| 12. September | Maxime Alexandre                 | elsässischer Dichter und Autor                                                                           | 77    |       |
| 12. September | Werner Hassenpflug               | deutscher Ministerialbeamter und Eisenbahner                                                             | 75    |       |
| 12. September | Josef Knoll                      | deutscher Pflanzenbauwissenschaftler                                                                     | 77    |       |
| 12. September | Hendrik Smits                    | niederländischer Steuermann im Rudern                                                                    | 68    |       |
| 12. September | Josef Weiß                       | deutscher Zeitzeuge des Holocaust                                                                        | 83    |       |
| 13. September | Georg Bessell                    | deutscher Historiker                                                                                     | 84    |       |
| 13. September | Magnus Herseth                   | norwegischer Ruderer                                                                                     | 84    |       |
| 13. September | Martha Jacob                     | deutsche Leichtathletin                                                                                  | 65    |       |
| 13. September | Gertrud Wehl-Rosenfeld           | deutsche Klavierpädagogin und Pianistin                                                                  | 85    |       |
| 14. September | Vicente Bernikon                 | römisch-katholischer Bischof von Malabo                                                                  | 68    |       |
| 14. September | Wilhelm Bruchhäuser              | deutscher Politiker und Lyriker                                                                          | 81    |       |
| 14. September | Franz Eppel                      | österreichischer Kunsthistoriker                                                                         | 54    |       |
| 14. September | Heinz Lohmar                     | deutscher Maler und Grafiker                                                                             | 76    |       |
| 14. September | Paul von Jugoslawien             | jugoslawischer Adeliger, Prinzregent von Jugoslawien                                                     | 83    |       |
| 14. September | Anatoli Alexejewitsch Nefedjew   | sowjetischer Astronom                                                                                    | 65    |       |
| 14. September | Alfredo Porzio                   | argentinischer Boxer                                                                                     | 76    |       |
| 14. September | John Willems                     | US-amerikanischer Vielseitigkeitsreiter und Generalmajor der US Army                                     | 74    |       |
| 14. September | Jan Zwartendijk                  | niederländischer Diplomat und Geschäftsmann                                                              | 80    |       |
| 15. September | Riccardo Assereto                | italienischer Paläontologe und Geologe                                                                   |       |       |
| 15. September | Karl Georg Kuhn                  | deutscher Theologe, Orientalist und Hochschullehrer                                                      | 70    |       |
| 15. September | Edward O’Brien                   | US-amerikanischer Leichtathlet                                                                           | 62    |       |
| 15. September | Giulio Pisa                      | italienischer Geologe und Paläontologe                                                                   | 40    |       |
| 15. September | Camilo Ponce Enríquez            | ecuadorianischer Politiker, Präsident von Ecuador (1956–1960)                                            | 64    |       |
| 15. September | Josef Sudek                      | tschechischer Fotograf                                                                                   | 80    |       |
| 16. September | Baudouin Fraeijs De Veubeke      | belgischer Bauingenieur                                                                                  | 59    |       |
| 16. September | Kurt Huhn                        | deutscher Schriftsteller und Publizist                                                                   | 74    |       |
| 16. September | Louis Christiaan Kalff           | niederländischer Designer                                                                                | 78    |       |
| 16. September | Bertha Lutz                      | brasilianische Herpetologin und Frauenrechtsaktivistin                                                   | 82    |       |
| 17. September | Lisa Rees                        | deutsche Vorkämpferin der Frauenemanzipation                                                             | 103   |       |
| 17. September | John D. Schiff                   | deutsch-amerikanischer Fotograf                                                                          | 68    |       |
| 17. September | Erna von Watzdorf                | deutsche Kunsthistorikerin                                                                               | 84    |       |
| 18. September | Edwin Albrich                    | österreichischer Internist                                                                               | 66    |       |
| 18. September | Frank Klitzsch                   | deutscher Tischtennisspieler                                                                             | 19    |       |
| 18. September | Herbert Pfeiffer                 | deutscher General                                                                                        | 83    |       |
| 18. September | Hans Schleger                    | deutsch-britischer Grafiker und Grafikdesigner                                                           | 77    |       |
| 18. September | Eduard Staudt                    | deutscher Politiker (SPD), Mitglied der Verfassunggebenden Landesversammlung in Bayern und Bürgermeister | 81    |       |
| 19. September | Yehezkel Abramsky                | britischer Rabbiner                                                                                      | 90    |       |
| 19. September | Werner Block                     | deutscher Chirurg                                                                                        | 83    |       |
| 19. September | Choe Yong-gon                    | nordkoreanischer Politiker                                                                               | 76    |       |
| 19. September | Charles E. Dent                  | britischer Biochemiker                                                                                   | 65    |       |
| 19. September | Eugénie Droz                     | Schweizer Romanistin und Verlegerin                                                                      | 83    |       |
| 19. September | Willy Müller                     | deutscher Politiker (SPD), MdB                                                                           | 72    |       |
| 19. September | Sidney Swann                     | britischer Ruderer                                                                                       | 86    |       |
| 20. September | Pierre Boyancé                   | französischer Altphilologe                                                                               | 76    |       |
| 20. September | Kurt Gläser                      | deutscher Maschinenbauer und Techniker                                                                   | 78    |       |
| 20. September | Israil Markowitsch Jampolski     | sowjetischer Musikwissenschaftler, Geiger und Pädagoge                                                   | 70    |       |
| 20. September | Luise Kanitz                     | österreichische Pianistin und Widerstandskämpferin                                                       | 68    |       |
| 20. September | Robert Allan Phillips            | US-amerikanischer Mediziner                                                                              | 70    |       |
| 20. September | Joseph Teusch                    | deutscher Geistlicher und Generalvikar des Erzbischofs von Köln (1952–1969)                              | 74    |       |
| 20. September | Carrie Tubb                      | englische Oratorien-, Konzert- und Opernsängerin (Sopran)                                                | 100   |       |
| 21. September | Nikolai Sergejewitsch Akulow     | russischer Physiker                                                                                      | 75    |       |
| 21. September | Benjamin Graham                  | US-amerikanischer Wirtschaftswissenschaftler und Börsenspezialist                                        | 82    |       |
| 21. September | Ott Christoph Hilgenberg         | deutscher Ingenieur und Geowissenschaftler                                                               | 80    |       |
| 21. September | John H. Hoeppel                  | US-amerikanischer Politiker                                                                              | 95    |       |
| 21. September | Ludwig Holleck                   | österreichischer Chemiker                                                                                | 72    |       |
| 21. September | Vladimír Koloušek                | tschechischer Bauingenieur                                                                               | 67    |       |
| 21. September | Orlando Letelier                 | chilenischer Diplomat                                                                                    | 44    |       |
| 21. September | Nils Middelboe                   | dänischer Fußballspieler und Leichtathlet                                                                | 88    |       |
| 21. September | John H. Richter                  | austroamerikanischer Agrarökonom                                                                         | 75    |       |
| 21. September | Robert Saar                      | deutscher klassischer Komponist                                                                          | 51    |       |
| 21. September | Jens Salvesen                    | norwegischer Segler                                                                                      | 93    |       |
| 21. September | Achille Souchard                 | französischer Radrennfahrer                                                                              | 76    |       |
| 21. September | Friedrich Zietsch                | deutscher Politiker (SPD), MdL; bayerischer Staatsminister                                               | 72    |       |
| 22. September | Ernst Fischer                    | deutscher Verwaltungsjurist und Landrat                                                                  | 83    |       |
| 22. September | Albrecht Haack                   | deutscher Chemiker                                                                                       | 77    |       |
| 22. September | Georg Möhlmeyer                  | deutscher SS-Obersturmführer                                                                             | 64    |       |
| 22. September | Samuel Münchow                   | dänisch-deutscher Politiker (SSW), MdL                                                                   | 83    |       |
| 22. September | Karl Raloff                      | deutscher Politiker (SPD), MdR                                                                           | 77    |       |
| 23. September | Erica Anderson                   | österreichisch-amerikanische Kamerafrau, Fotografin und Dokumentarfilmerin                               | 62    |       |
| 23. September | Roger Bourdin                    | französischer Flötist und Musikpädagoge                                                                  | 53    |       |
| 23. September | Keith Edward Bullen              | neuseeländischer Seismologe, Mathematiker und Geophysiker                                                | 70    |       |
| 23. September | Adrian Daninos                   | griechisch-ägyptischer Agraringenieur                                                                    | 89    |       |
| 23. September | Jean Isnard                      | französischer Kameramann                                                                                 | 74    |       |
| 23. September | Anna Eva Strohm                  | deutsche Buchhalterin und Senatorin (Bayern)                                                             | 84    |       |
| 23. September | Anna Zinkeisen                   | schottische Malerin                                                                                      | 75    |       |
| 24. September | Gilbert Auvergne                 | französischer Sprinter und Fußballspieler                                                                | 70    |       |
| 24. September | Frank S. Bowen                   | US-amerikanischer General                                                                                | 71    |       |
| 24. September | Paul Howard Douglas              | US-amerikanischer Wirtschaftswissenschaftler und Politiker                                               | 84    |       |
| 24. September | Konrad Ende                      | deutscher Politiker (DNVP), MdR                                                                          | 81    |       |
| 24. September | Franciszek Jop                   | polnischer Priester, Bischof von Opole                                                                   | 78    |       |
| 24. September | Wilhelm Kamlah                   | deutscher Philosoph                                                                                      | 71    |       |
| 24. September | Sophie Lazarsfeld                | österreichische Psychologin, Schülerin von Alfred Adler                                                  | 94    |       |
| 24. September | Max Pickel                       | deutscher Lehrer und Scherenschnittkünstler                                                              | 92    |       |
| 24. September | Eva Collet Reckitt               | englisch-britische Buchhändlerin und Kommunistin                                                         | 86    |       |
| 24. September | Heinz Schmidtke                  | deutscher SED-Funktionär, Erster Sekretär des VKSK                                                       | 55    |       |
| 24. September | Hans Speidel                     | deutscher Maler und Grafiker                                                                             | 81    |       |
| 24. September | Paul Aijirō Yamaguchi            | japanischer Erzbischof der römisch-katholischen Kirche                                                   | 82    |       |
| 25. September | Gonzalo Arango                   | kolumbianischer Schriftsteller                                                                           | 45    |       |
| 25. September | Red Faber                        | US-amerikanischer Baseballspieler                                                                        | 88    |       |
| 25. September | Friedrich Jungblut               | deutsch-österreichischer Eisschnellläufer                                                                | 69    |       |
| 25. September | Werner Koepcke                   | deutscher Bauingenieur                                                                                   | 64    |       |
| 25. September | Ernst Kribben                    | deutscher Landrat                                                                                        | 78    |       |
| 25. September | Walter Lackner                   | deutscher General                                                                                        | 85    |       |
| 25. September | Carlo Mattrel                    | italienischer Fußballtorhüter                                                                            | 39    |       |
| 26. September | Silvio Bagolini                  | italienischer Schauspieler                                                                               | 62    |       |
| 26. September | Feridun Dirimtekin               | türkischer Museumsleiter                                                                                 |       |       |
| 26. September | Richard Fehrenbach               | deutscher Maschinenbau-Ingenieur, Initiator des Freiburger Planetariums                                  | 56    |       |
| 26. September | Wilhelm Gieseler                 | deutscher Mediziner, Rassenbiologe, Hochschullehrer und SS-Führer                                        | 75    |       |
| 26. September | Julija Fominitschna Dombrowskaja | sowjetische Kinderärztin                                                                                 | 84    |       |
| 26. September | John Kienow                      | deutscher Angestellter und Widerstandskämpfer gegen den Nationalsozialismus                              | 70    |       |
| 26. September | Julius Mezger                    | deutscher Allgemeinarzt und Homöopath                                                                    | 84    |       |
| 26. September | L. C. Robinson                   | US-amerikanischer Blues-Sänger, Gitarrist and Fiddle-Spieler                                             | 62    |       |
| 26. September | Leopold Ružička                  | Schweizer Chemiker und Nobelpreisträger                                                                  | 89    |       |
| 26. September | Pál Turán                        | ungarischer Mathematiker                                                                                 | 66    |       |
| 27. September | Hans Burgeff                     | deutscher Botaniker und Universitätsprofessor                                                            | 93    |       |
| 27. September | Marion Bayard Folsom             | US-amerikanischer Politiker                                                                              | 82    |       |
| 27. September | Red Perkins                      | US-amerikanischer Jazz-Trompeter und Bigband-Leader                                                      | 85    |       |
| 28. September | Raymond Collishaw                | britischer Militärpilot und Befehlshaber                                                                 | 82    |       |
| 28. September | Theodor Endter                   | deutscher Jurist und Bankmanager                                                                         | 81    |       |
| 28. September | Albert Hochheimer                | deutscher Autor                                                                                          | 76    |       |
| 28. September | Sergei Iwanowitsch Selichanow    | sowjetischer Bildhauer                                                                                   | 59    |       |
| 28. September | Manfred Stohrer                  | evangelischer Pfarrer, Kämpfer gegen die Wiederbewaffnung Deutschlands                                   | 58    |       |
| 28. September | Carl Thinius                     | deutscher Verleger und Publizist                                                                         | 87    |       |
| 29. September | Nikolaos P. Andriotis            | griechischer Sprachwissenschaftler und Neogräzist                                                        | 69    |       |
| 29. September | Fritz Griebel                    | deutscher Maler und Grafiker                                                                             | 77    |       |
| 29. September | Zdenko Kestranek                 | österreichischer Lehrer für Sprech- und Stimmbildung, Professor                                          | 79    |       |
| 29. September | Kurt Knaak                       | deutscher Lehrer und Schriftsteller                                                                      | 74    |       |
| 30. September | William Howard Arnold            | US-amerikanischer General                                                                                | 75    |       |
| 30. September | Paul Dehn                        | britischer Drehbuchautor und Filmproduzent                                                               | 63    |       |
| 30. September | Louis Fourestier                 | französischer Komponist, Dirigent und Musikpädagoge                                                      | 84    |       |
| 30. September | Aage Fønss                       | dänischer Schauspieler und Sänger                                                                        | 88    |       |
| 30. September | Josef Umbach                     | deutscher Fußballspieler                                                                                 | 87    |       |
| 30. September | Hermann Wurmbach                 | deutscher Zoologe                                                                                        | 73    |       |
| September     | William E. Johnson               | US-amerikanischer Politiker                                                                              | 70    |       |